# Aserbaidschanische Volkstänze

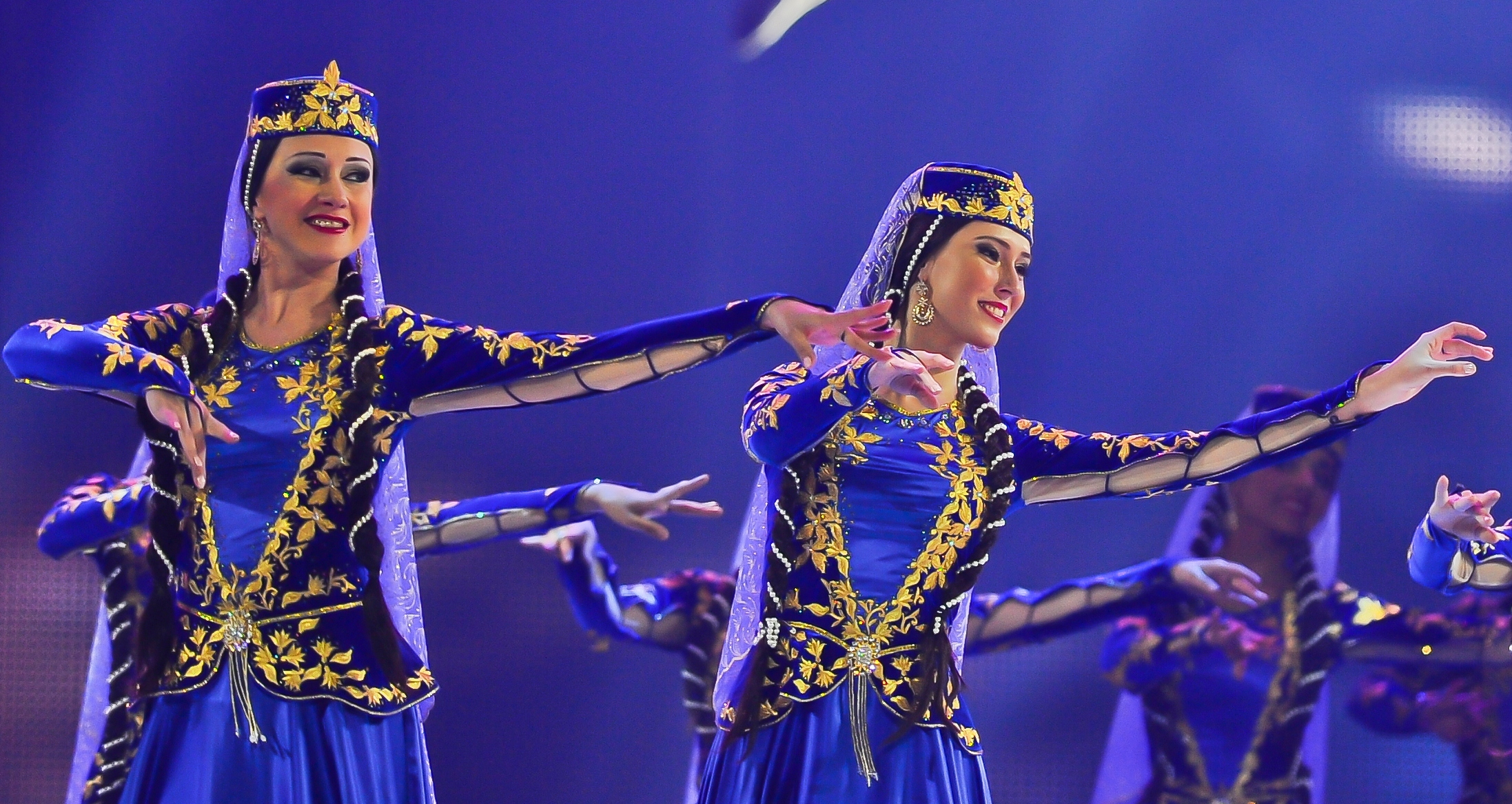
Aserbaidschanischer Frauentanz

Aserbaidschanische Volkstänze sind traditionelle Tänze, die überwiegend in Aserbaidschan und in den aserbaidschanischen Siedlungsgebieten verbreitet sind. Der Musiktakt dieser Tänze sind 6/8 und 3/4.

## Geschichte

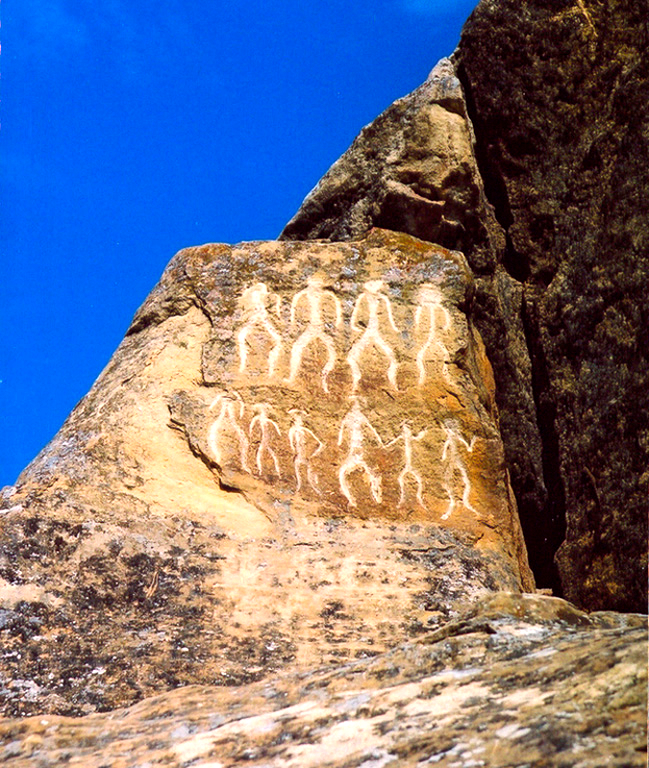
Im Staatlichen historisch-künstlerischen Schutzgebiet Gobustan gibt es Felsmalereien aus dem 5.–3. Jahrtausend v. Chr., die dem Yally-Tanz ähneln

Der Prozess der Entstehung und Bildung der nationalen Tänze in Aserbaidschan dauerte viele Jahrhunderte. Im Staatlichen historisch-künstlerischen Schutzgebiet Gobustan gibt es Felsmalereien aus dem 5.–3. Jahrtausend v. Chr., die dem Yally-Tanz ähneln. Solche massive zeremoniellen Tänze, die unter den Menschen gegeben haben, noch bevor der jüngsten Vergangenheit, als „Godu-Godu“, „Kosa-Kosa“, „Hydyr Ilyas“ und andere sind ebenfalls alt. Verschiedene Volkstänze kristallisierten aus diesen rituellen Tänzen bereits im Mittelalter heraus. In den Palästen der aserbaidschanischen Herrscher gab es Tanz-Ensembles, die für die hohen Qualifikationsanforderungen an die Tänzer berühmt waren.

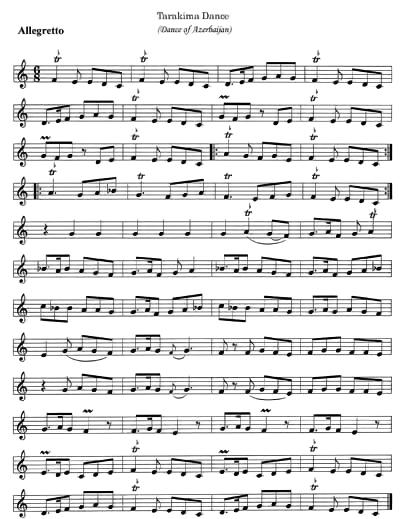
Aserbaidschanischer Volkstanz – Terekeme, Musiknote

Die Geschichte des volkstümlichen aserbaidschanischen Tanzes ist auf engste mit der Geschichte des Landes verbunden. Diese Kunst des aserbaidschanischen Tanzes hat ihre lange Geschichte bis in die Steinzeit zurück. Wir haben heutzutage mehrere Beispiele dafür, dass die sämtlichen Zeichnungen, die von den Urahnen auf alten Steinen in Gobustan (ca. 60 km von Baku entfernt) vor Jahrtausenden gemeißelt wurden, hauptsächlich die alten volkstümlichen Tänze Aserbaidschans darstellen.

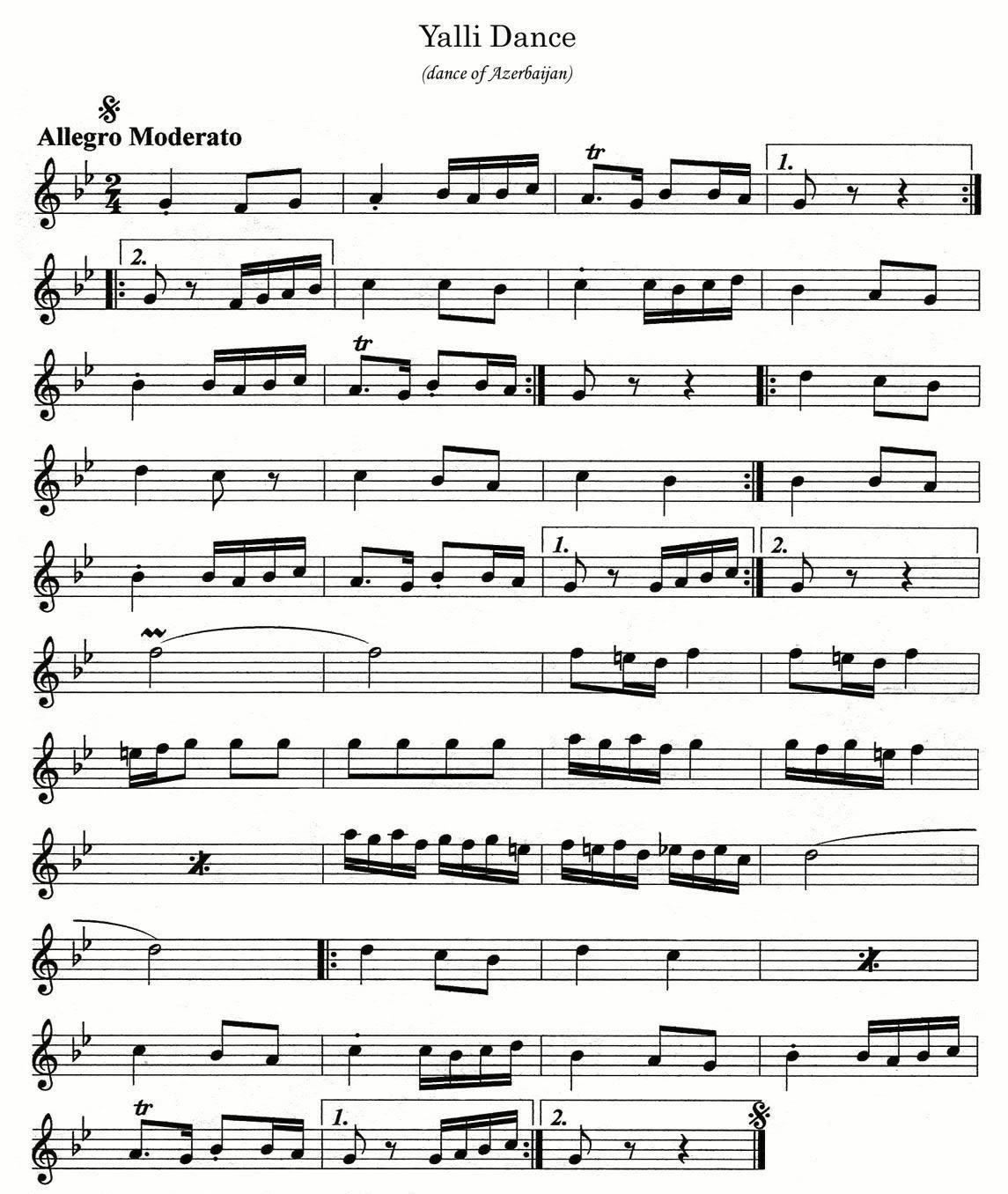
Aserbaidschanischer Volkstanz – Yally-Tanz, Musiknote

So wie in jedem anderen Volkstanz spiegeln sich auch im aserbaidschanischen die Stolz des Volkes, seine Kultur und Mentalität, die Tradition und kaukasische Tapferkeit, die Seele und der volkstümliche Charakter wider.
Der aserbaidschanische Volkstanz hat mehrere Folkloreformen und besteht aus vielen einzigartigen Schritten und Handbewegungen, die absolut synchron und eigenartig sind.
Diese charakteristischen Bewegungen dienen als Grundlage eines professionellen Volkstanzes und wurden schon vor langer Zeit von den Volksfesten, Hochzeiten, Volksspielen und lustigen Schaukämpfen übernommen, die schon seit mehreren Jahrhunderten in Aserbaidschan existierten.
Der aserbaidschanische Volkstanz symbolisiert unterschiedliche Gefühle, vor allem, die weltweit geschätzte Gastfreundschaft des Orients, die Freundschaft, die Einheit des Volkes, die Ausgelassenheit der jungen Mädchen und Tapferkeit der jungen Männer, die Freude am Leben.
Viele Tänze erzählen vom Erwachen des Frühlings und der Liebe durch die außerordentlich schönen, plastischen, sinnlichen und graziösen Bewegungen der Mädchen im Tanz, einige darunter haben einen lustigen und ausgelassenen Charakter. Wichtig ist dabei die einfühlsame Musik, begleitet vom einzigartigen orientalischen Gesang.
Berühmt sind unter anderem auch die kaukasischen leidenschaftlichen, feurigen und heroischen Männertänze, die mit Messern und stolzem Hauptes, technisch einwandfrei und temperamentvoll von den mutigen Tänzern vorgeführt werden, wobei jeder einzelne Tänzer bemüht ist, sein tänzerisches Können zu beweisen.
Öfteren werden diese Tänze von den heißen Rhythmen der Trommeln begleitet, die das Publikum sofort in ihren Bann ziehen, voll begeistern und faszinieren.
Einen besonderen Stellenwert spielen in Aserbaidschan die alten Hochzeitstänze, die sich auf der Folkloremusik und den damit verbundenen Sitten und Bräuchen beruhen, wobei, z. B. die Vorbereitung zu einer Hochzeit ein wichtiger Teil des Tanzes beinhaltet.
Diese Tänze werden händehaltend in großen Kreisen aufgeführt und sind durch die synchronischen Handbewegungen und außergewöhnlichen Schritte besonders wirksam.
Bekannt sind auch die Fantasietänze, die typische orientalische Elemente und Bewegungen haben und hauptsächlich von den jungen Mädchen mit ihren schwebenden, graziösen und federleichten Bewegungen getanzt werden.

## Vielfalt
Aserbaidschanische Volkstänze sind vielfältig und gliedern sich unter anderem in diese Themen:
- Arbeit („Chobany“ – „Hirte“)
- Ritual (Ritual, Kalender, Hochzeit)
- Haushaltsgeräte („Mirzaee“, „Turajy“, „Uzundara“, „Sari Gelin“)
- Heroisch („Gengy“)
- Sportlich („Zorkhana“)
- Chorowodtänze („Yally“, „Halay“, „Kochari“)